# ジェファーソン郡 (カンザス州)
ジェファーソン郡 (ジェファーソンぐん、Jefferson County、標準省略：JF) は、アメリカ合衆国カンザス州に位置する郡である。2000年現在、人口は18,426人である。ここの郡庁所在地はOskaloosaである。ショーニー郡、ジャクソン郡、Osage County、及び Wabaunsee Countyと共にこの郡は2003年に人口226,268人と見込まれる、Topeka 大都市統計地域に含まれる。

## 地理
アメリカ合衆国国勢調査局によると、この郡は総面積1,442 km2 (557 mi2) である。このうち1,389 km2 (536 mi2) が陸地で54 km2 (21 mi2) が水域である。総面積の3.74%が水域となっている。

### 隣接する郡
- アッチソン郡（北）
- レブンワース郡（東）
- ダグラス郡（南）
- ショーニー郡（南西）
- ジャクソン郡（北西）

## 人口動勢
2000年現在の国勢調査で、この郡は人口18,426人、6,830世帯、及び5,190家族が暮らしている。人口密度は13/km2 (34/mi2) である。5/km2 (14/mi2) の平均的な密度に7,491軒の住宅が建っている。この郡の人種的な構成は白人96.70%、アフリカン・アメリカン0.37%、先住民0.92%、アジア0.17%、太平洋諸島系0.01%、その他の人種0.42%、及び混血1.41%である。ここの人口の1.28%はヒスパニックまたはラテン系である。
この郡内の住民は27.40%が18歳未満の未成年、18歳以上24歳以下が7.00%、25歳以上44歳以下が28.00%、45歳以上64歳以下が24.90%、及び65歳以上が12.80%にわたっている。中央値年齢は38歳である。女性100人ごとに対して男性は102.60人である。18歳以上の女性100人ごとに対して男性は98.90人である。
この郡内の世帯ごとの平均的な収入は45,535米ドルであり、家族ごとの平均的な収入は50,557米ドルである。男性は36,174米ドルに対して女性は25,468米ドルの平均的な収入がある。この郡の一人当たりの収入 (per capita income) は19,373米ドルである。人口の6.70%及び家族の5.30%は貧困線以下である。全人口のうち18歳未満の6.90%及び65歳以上の7.70%は貧困線以下の生活を送っている。

## 都市及び町
- McLouth
- Meriden
- ノートンビル (Nortonville)
- Oskaloosa
- Ozawkie
- ペリー
- Valley Falls
- ウィンチェスター (Winchester)

## 郡区
ジェファーソン郡は12の郡区に分かれている。この郡内部の都市は governmentally independent と見なされておらず、郡区向けのすべての外観はそれらの都市に含まれている。以下の表内の人口中心は、もしかなりの数ならば、郡区の人口総計を含む最大都市である。

## 教育

### 統一された学校区
- Valley Falls 統一教育学区338号
- ジェファーソン郡 統一教育学区339号
- ジェファーソンウエスト 統一教育学区340号
- Oskaloosa 統一教育学区341号
- McLouth 統一教育学区342号
- ペリー 統一教育学区343号